# Commonwealth Bank Tennis Classic 2000
Il Commonwealth Bank Tennis Classic 2000 è stato un torneo di tennis giocato sul cemento. È stata la 6ª edizione del Commonwealth Bank Tennis Classic, che fa parte della categoria Tier III nell'ambito del WTA Tour 2000. Si è giocato a Kuala Lumpur in Malaysia, dal 6 al 12 novembre 2000.

## Campionesse

### Singolare
Henrieta Nagyová ha battuto in finale  Iva Majoli con il punteggio di 6–4, 6–2

### Doppio
Henrieta Nagyová /  Sylvia Plischke hanno battuto in finale  Liezel Huber /  Vanessa Webb con il punteggio di 6–4, 7–6(4)